# L'alchimista (Coelho)
L'alchimista (O Alquimista) è un libro di Paulo Coelho la cui prima edizione risale al 1988. Pubblicato in Brasile, è stato successivamente tradotto in cinquantasei lingue, tra cui l'italiano, e ha venduto oltre cento milioni di copie in più di centocinquanta paesi.
Per questa opera l'autore ha vinto il Premio Grinzane Cavour nel 1996. 

## Trama
(Paulo Coelho, L'alchimista, dalla quarta di copertina)
Forse ambientato a cavallo fra '800 e '900, il romanzo racconta la vicenda del giovane pastore Santiago.
La fabula si snoda in un arco temporale di due anni: scopo apparente del viaggio è, per il giovane Santiago, l'inseguimento di un sogno ricorrente, che viene interpretato da una zingara con la quale si indebita, secondo cui, ai piedi delle Piramidi egizie, vi sarebbe un ricchissimo tesoro nascosto. In realtà l'avventura che lo porterà dall'Andalusia, sua terra natale, fin sotto le Grandi Piramidi d'Egitto finirà per rappresentare un viaggio iniziatico scandito da durissimi banchi di prova, allegoria della sua crescita e realizzazione personale.
Tra i personaggi più importanti nell'economia del romanzo vi è una figura che caratterizza alcune delle primissime pagine: il vecchio e saggio Re di Salem, Melchisedek. La stranezza più grande di questo savio è il fatto che egli conosca a menadito qualsiasi dettaglio della vita di Santiago, anche se il ragazzo giurerebbe di non averlo mai visto prima. Il vecchio incita il ragazzo a vendere le sue pecore e ad intraprendere il viaggio facendogli dono di Urim e Tummim, due pietre che indicano il cammino da compiere poiché una indica il no e l'altra il sì, oltre a dispensargli una serie di utili consigli.
La prima tappa di Santiago è Tangeri, la città-ponte dell'Europa verso l'Africa. Il giovane, molto ottimista e un po' ingenuo, viene immediatamente derubato da un suo coetaneo di tutto il denaro che possiede ed è costretto a rimboccarsi subito le maniche per riguadagnarsi quanto perduto: entra così nella bottega di un mercante di cristalli malinconico e sull'orlo del fallimento; nel volgere di un anno, grazie al suo spirito d'iniziativa e anche ad una strana magia che lo accompagna in ogni dove, riesce a far diventare l'emporio uno dei più prosperi della città e a riprendere il suo cammino, forte di un bel gruzzolo e di un'esperienza nuova.
Santiago si unisce quindi ad una carovana diretta nel deserto dove incontra un uomo di nazionalità inglese che, dopo aver passato la sua vita a studiare l'alchimia, ha intrapreso a sua volta un viaggio per incontrare un saggio alchimista nell'oasi di El Fayum.
Insieme incontrano finalmente l'alchimista, che insegnerà al ragazzo a «parlare al sole e al vento» e a poter compiere la sua Leggenda Personale, cioè la propria missione di vita.
Da quanto emergerà dal romanzo, l'alchimista non sta aspettando che Santiago, per dispensargli aiuto e consigli utili ad arrivare al suo tesoro. Ad El-Faiyûm Santiago sconfigge dei guerrieri che, impegnati in una lotta tra clan, attaccano l'oasi (zona tipicamente franca), e incontra una ragazza araba, Fatima, di cui s'innamora corrisposto.
Il suo percorso verso le Piramidi, però, deve proseguire: lasciata la ragazza con la promessa di ritornare al più presto va in cerca del tesoro, scortato per un pezzo dall'alchimista. Arrivato alle piramidi troverà un gruppo di predoni che lo catturano e lo derubano nuovamente. Prima di essere lasciato andare, tuttavia, Santiago rivela loro il motivo del suo viaggio, e viene schernito dal capo dei predoni il quale gli confida di aver anch'egli fatto anni prima un sogno analogo, ma senza dargli importanza, riguardante un tesoro nascosto nei pressi di una chiesa diroccata in Andalusia. 
Santiago riconosce il luogo in cui pascolava le sue pecore, comprendendo che il tesoro era sempre stato con lui, ed il viaggio era servito soltanto a fargliene prendere coscienza. Ritorna in Spagna e, diventato ricco, paga il debito con la zingara e torna dall'amata Fatima, finalmente cresciuto.

## Edizioni
- Paulo Coelho, L'alchimista, traduzione di Desti R., Prima Edizione, Bompiani, 1995,  p. 182, ISBN 978-88-452-2657-1.

- Paulo Coelho, L'alchimista, traduzione di Desti R., Prima Edizione Anniversario, Bompiani, 2012,  p. 184, ISBN 978-88-452-6911-0.